# Arabia (James Joyce)
Arabia (titolo originale: Araby) è un racconto breve scritto da James Joyce e pubblicato nel 1914. È il terzo racconto della collezione intitolata Gente di Dublino.

## Trama
Il protagonista del racconto è un ragazzo, il cui nome non è mai esplicitato nella storia, che narra in prima persona le sue vicende personali. Inizialmente viene descritto come il giovane che si diverte a giocare con diversi suoi amici, e di come egli sia segretamente innamorato della sorella del suo migliore amico e vicino di casa, Mangan; fino a quel momento, tuttavia, non ha mai avuto né il coraggio né effettivamente occasione di parlarle, nonostante continui a seguirla e a pensare a lei. Ogni mattina, prende quindi l'abitudine di osservarla, dalla finestra di casa sua, uscire di casa. Un giorno ha occasione di poter dialogare con lei a proposito di un bazar chiamato "Araby" a cui lei non può recarsi perché impegnata in un ritiro spirituale. Il narratore allora le promette che vi si recherà personalmente e che le porterà qualcosa. Da quel momento in poi il ragazzo pensa soltanto al momento in cui si recherà al bazar (che simbolicamente rappresenta l'esotico e le terre orientali, in cui il Cristianesimo ha avuto origine) e comprerà un pensiero per la giovane. Dovendo aspettare che suo zio rincasasse prima di poter effettivamente andare al Bazar, ed essendo questi in ritardo, il ragazzo arriverà tardi, anche a causa della poca efficienza dei treni di linea, e troverà la maggior parte dei banchi chiusi, eccetto per uno a cui sono rimasti alcuni vasi di porcellana. Anche in questo caso il giovane si sente indesiderato da un adulto, cioè la donna che gestisce il negozio. Sentitosi perciò tradito e non potendo acquistare più niente, fa un mesto rientro a casa adirato e angosciato.

## Edizioni
- James Joyce, Gente di Dublino, collana «I giganti di Gulliver», Rimini, Gulliver, 1995, ISBN 88-8129-046-4.